# دلو

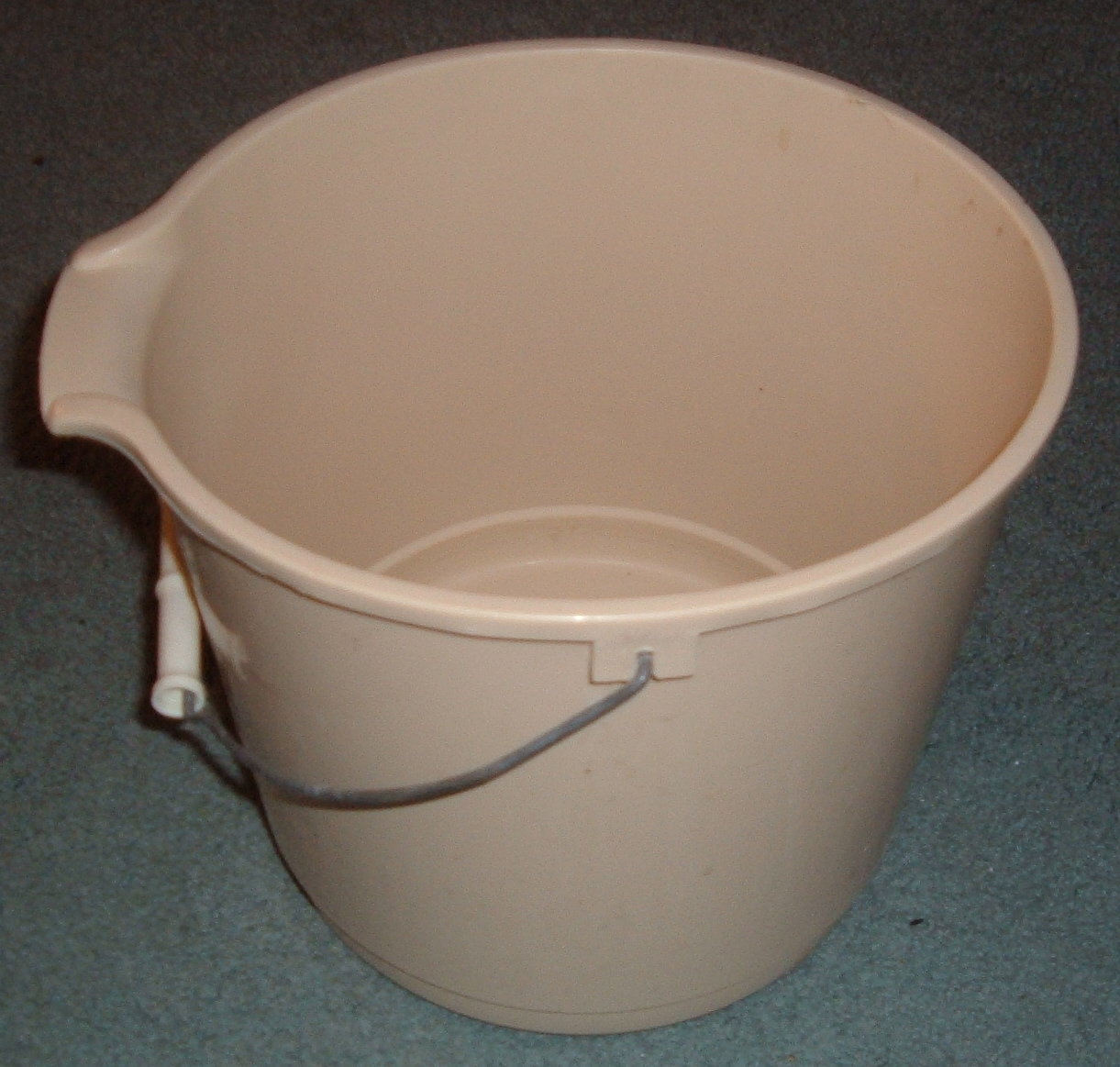
دلو مصنوع من اللدائن.

الدَلُو (الجمع: دِلاء) أو السَطْل (الجمع: سُطُول، أَسْطَال) أو الجَرْدَل (الجمع: جَرادِل) أو السجل وعاء على شكل مخروط مفتوح من الأعلى، له عروة كنصف الدائرة، يمسك منها الدلو. يستخدم لنقل السوائل، أو لتخزين بعض المنتجات، مثل الطلاء ونحوه. كانت تصنع الدلاء في الماضي من الخشب، مثل البرميل. والآن مصنوعة في الأغلب من اللدائن.
عادة ما يكون الدلو مانع لتسرب الماء، ويكون إما على شكل اسطوانة عمودية، مخروط أو مربع مفتوح من أعلى، ويحمل عن طريق مقبض نصف دائري.  وغالباً ما يكون مفتوحاً من أعلى ويمكن أن يكون بغطاء.

## التأثيل
كلمة السطل ذات أصل يوناني من كلمة situlus وعربيها السجل.

## الأنواع والاستخدامات
يوجد العديد من الأنواع والاستخدامات منها دلاء تستخدم لنقل المياه، أما دلاء المنزل والحديقة لحمل السوائل والمنتجات الحبيبية. وتوجد دلاء برونزية ومصنوعة من العاج أو غيره لأداء الطقوس الدينية في العديد من الثقافات القديمة والقرون الوسطى. ويتم ربط الدلاء بالرافعات ومعدات المناولة الأرضية لأغراض الزراعة والأرض.
ويتم استخدام الدلاء الملحقة بالحفارات لسحق وإعادة تدوير مواد البناء، ويمكن إعادة استخدام الدلاء كمقاعد، أو صناديق للأدوات، أوعية للحجارة أو سلات قمامة.
وأخرى تستخدم كبراميل لغذاء الماشية أو لتخزين الطعام على المدى الطويل، وغالباً ما تستخدم الدلاء البلاستيك والجرافات كلعب للأطفال لتشكيل وحمل الرمال على الشاطئ وعمل الحفر الرملية.
كلمة «حاوية» تطلق على دلو كبير بغطاء ويستخدم كحاوية شحن للمواد الكيميائية والمنتجات الصناعية.

## وحدة القياس
وبحسب المصادر القديمة، يعادل الدلو أربعة جالونات.

## الدلو في القرآن
ذُكِرَ الدلو في القرآن مرتين:

- في سورة يوسف بلفظ «دلو» وهو ظرف كبير من جلد مَخيط له خرطوم في أسفله يكون مطوياً على ظاهر الظرف بسبب شده بحبل مقارن للحبل المعلقة فيه الدلو. والدلو مؤنثة.[9]
- في سورة الذاريات بلفظ «ذَنَوب» وهو الدلو العظيمة يستسقي بها السقاة على البئر.[10][11]

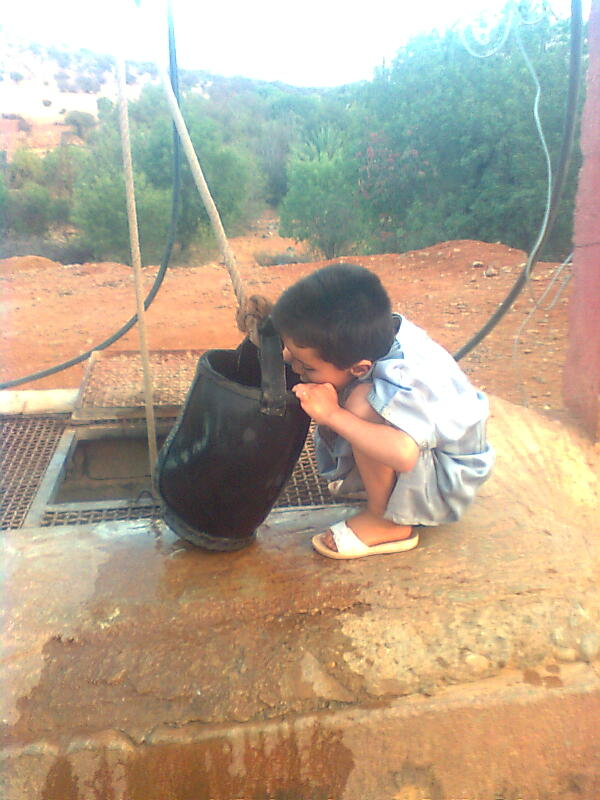
طفل يشرب من دلو به ماء معبأ من ماء البئر.

1. 1 2  طوبيا العنيسي الحلبي اللبناني، تفسير الألفاظ الدخيلة في العربية مع ذكر أصلها بحروفة، ص. 35، QID:Q117357294
2. ↑  أدي شير (1907) ص. 65
3. ↑  المغني الأكبر نسخة محفوظة 22 فبراير 2018 على موقع واي باك مشين.
4. ↑  "Bucket - Definition and More from the Free Merriam-Webster Dictionary". 28 سبتمبر 2013. مؤرشف من الأصل في 2020-06-18. اطلع عليه بتاريخ 2018-09-12.{{استشهاد ويب}}:  صيانة الاستشهاد: BOT: original URL status unknown (link)
5. ↑  Random House unabridged dictionary (ط. 2nd ed). New York: Random House. 1993. ISBN:0679429174. OCLC:29245872. مؤرشف من الأصل في 2020-01-24. {{استشهاد بكتاب}}: |طبعة= يحتوي على نص زائد (مساعدة)
6. ↑  "Gamma Lids – Pyramid Reviews". 3 مارس 2017. مؤرشف من الأصل في 2020-06-18. اطلع عليه بتاريخ 2018-09-12.{{استشهاد ويب}}:  صيانة الاستشهاد: BOT: original URL status unknown (link)
7. ↑  "Home - Institute of Packaging Professionals". 29 يناير 2011. مؤرشف من الأصل في 2020-06-18. اطلع عليه بتاريخ 2018-09-12.{{استشهاد ويب}}:  صيانة الاستشهاد: BOT: original URL status unknown (link)
8. ↑  Klein, Herbert Arthur (3 Dec 2012). The Science of Measurement: A Historical Survey (بالإنجليزية). Courier Corporation. ISBN:9780486144979. Archived from the original on 2020-01-24.
9. ↑  الكتب نسخة محفوظة 05 نوفمبر 2018 على موقع واي باك مشين.
10. ↑  شذى معيوف يونس الشماع، الآلة والأداة في القرآن الكريم معجم ودراسة،ص94،93
11. ↑  الكتب نسخة محفوظة 05 نوفمبر 2018 على موقع واي باك مشين.